# Cantonul Annecy-Centre
Cantonul Annecy-Centre este un canton din arondismentul Annecy, departamentul Haute-Savoie, regiunea Rhône-Alpes, Franța.

## Comune
- Annecy (parțial)